# 富内村
富内村（とんないむら）は、日本の領有下において樺太に存在した村（指定町村）。
富内という地名は、アイヌ語でトンナイチャ(Tonnayca)と呼び、「トー・ウン・ナイ・チャ」（湖から出る川）に由来。「とむない」と読む人もいる。

白瀬矗の南極探検隊に参加したアイヌの山辺安之助が、この村に住み、総代を務めたことで知られている。
また、1923年に富内村と合併した旧・落帆村は、アイヌ語研究者の金田一京助が樺太での初調査の際訪れたことで有名。

## 概要
オホーツク海に面し、樺太の行楽地である富内湖や恩洞湖や遠幌湖・能仁湖・頭場湖など、湖の多い村であった。
- 富内村の街
- 現在のオホーツコエ付近のオホーツク海岸

## 歴史
- 1915年（大正4年）6月26日 - 「樺太ノ郡町村編制ニ関スル件」（大正4年勅令第101号）の施行により、富内村、喜美内村、落帆村が行政区画として発足。富内郡に所属し、大泊支庁が管轄。
- 1923年（大正12年）4月1日 - 喜美内村・落帆村が富内村に合併。
- 1929年（昭和4年）7月1日 - 樺太町村制の施行により二級町村となる。所属郡が長浜郡に変更。
- 1942年（昭和17年）11月 - 所属郡が大泊郡に、管轄支庁が豊原支庁にそれぞれ変更。
- 1943年（昭和18年）4月1日
  - 「樺太ニ施行スル法律ノ特例ニ関スル件」（大正9年勅令第124号）が廃止され、内地編入。
  - 指定町村となる。
- 1945年（昭和20年）8月22日 - ソビエト連邦により占拠される。ロシア語名はオホーツコエ。
- 1949年（昭和24年）6月1日 - 国家行政組織法の施行のため法的に樺太庁が廃止。同日富内村廃止。

## 村内の地名
| - 恩洞（おもと） - 野幌（のっぽろ） - 育仁（いくに） - 下伊佐（しもいさ） - 中伊佐（なかいさ） - 上伊佐（かみいさ） - 能仁（のうに） - 遠幌（えんほろ） - 阿辺（あべ） - 東幌泊（ひがしほろとまり） | - 愛郎（あいろう） - 鉢戸（はちと） - 豊舞（とよまい） - 神居（かもい） - 親口（おやくち） - 矢根（やね） - 皆岸（みなきし） - 三軒屋（さんげんや） - 伊茶旡（いちゃに） - 時岱（ときたい） |

喜美内村地域
- 上喜美内（かみきみない）
- 下喜美内（しもきみない）

落帆村地域
| - 南負咲（みなみおぶさき） - 南藻入（みなみもいれ） - 蝶内（ちょうない） - 南遠古丹（みなみえんこたん） | - 煤牛（すすうし） - 南板田（みなみいただ） - 散毛主（ちりけぬし） |

（）

## 地域

### 教育
以下の学校一覧は1945年（昭和20年）4月1日現在のもの。
- 樺太公立富内国民学校
  - 愛郎分教場
- 樺太公立落帆国民学校
  - 上落帆分教場
- 樺太公立南遠古丹国民学校
- 樺太公立皆岸国民学校
- 樺太公立上喜美内国民学校
- 樺太公立喜美内国民学校
- 樺太公立下喜美内国民学校